# Dragonstallet

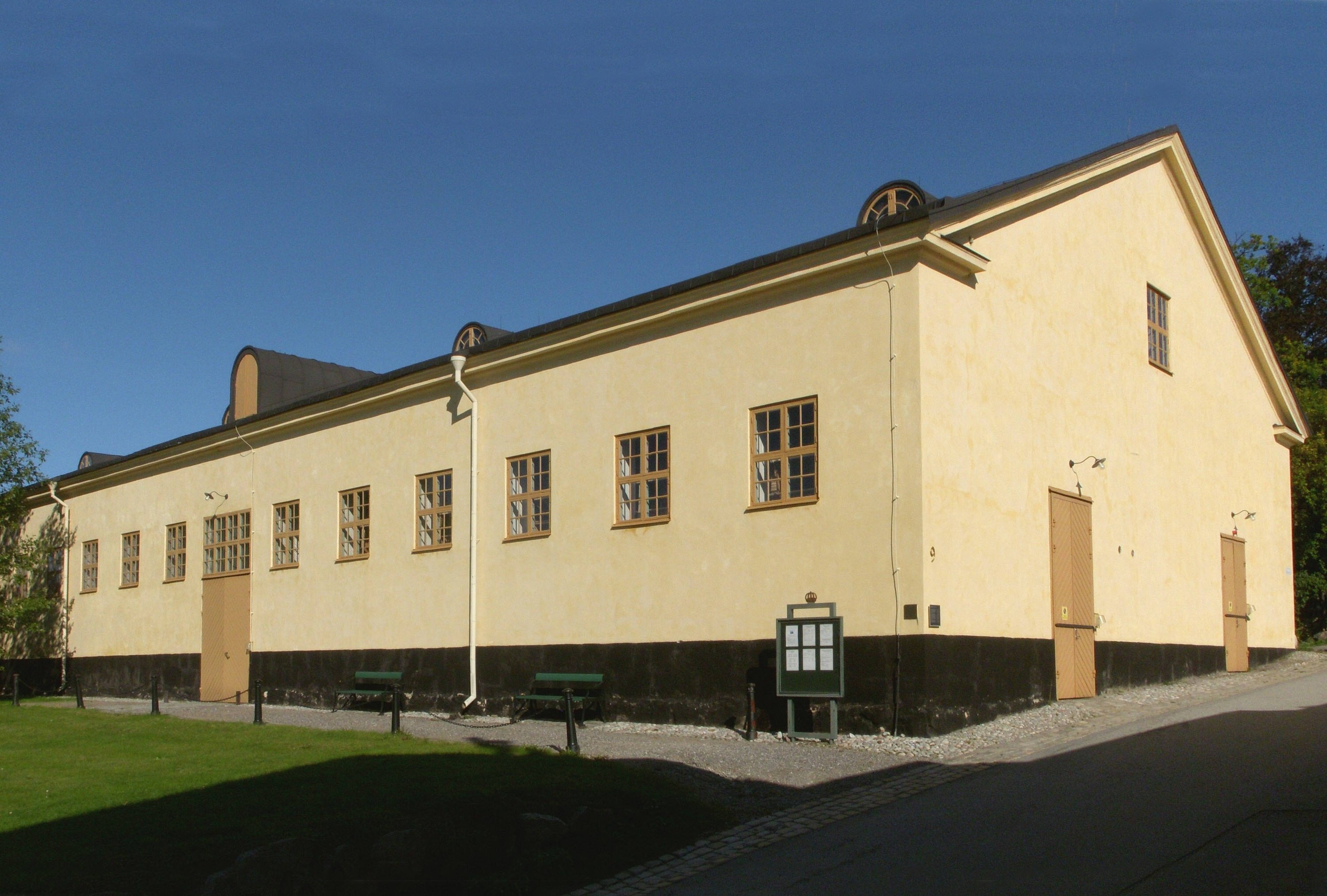
F.d. Dragonstallet, september 2011.

Dragonstallet är en byggnad på Drottningholmsmalmen, Lovön, Ekerö kommun. 

## Historik

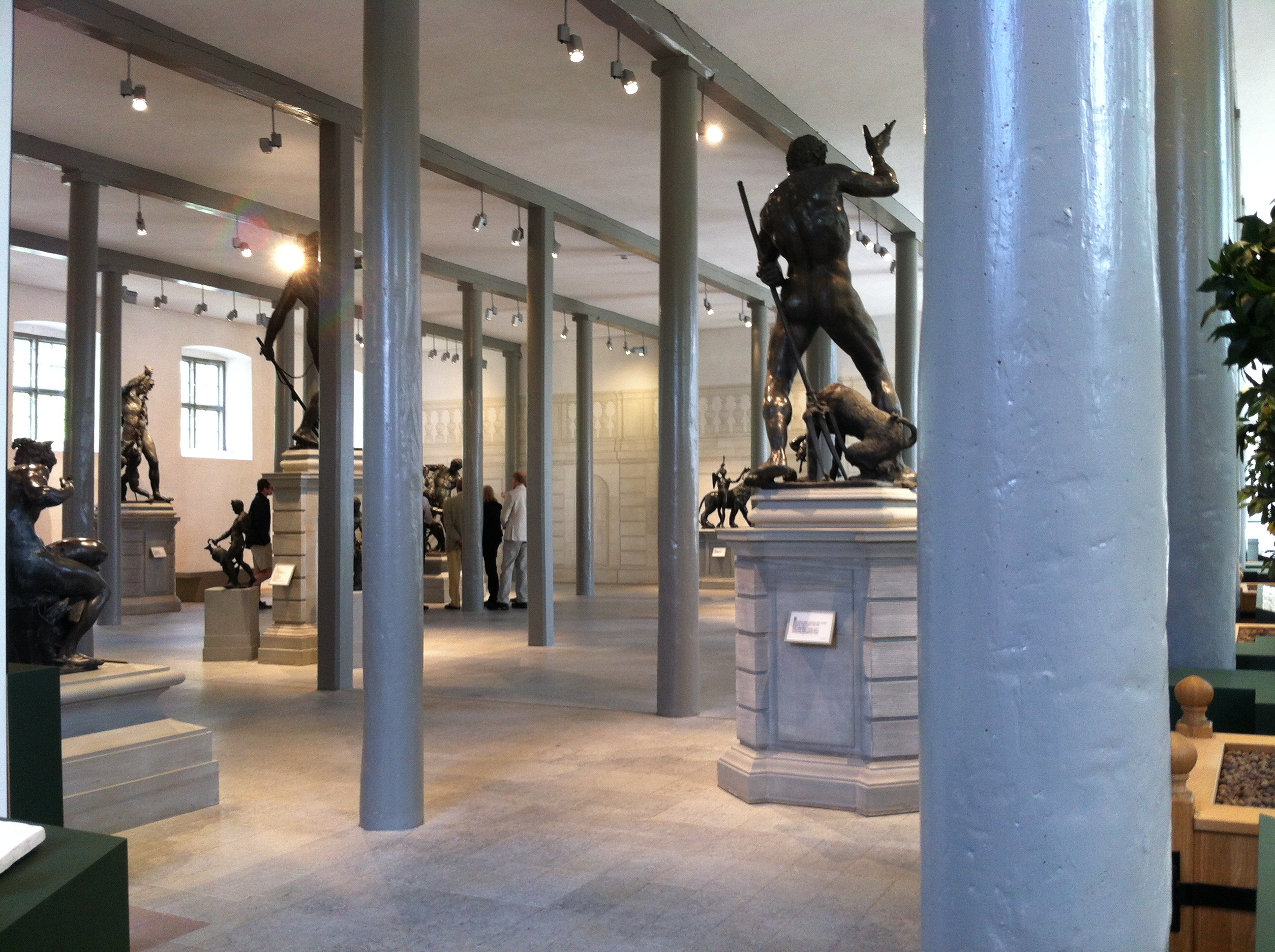
Interiör (Museum de Vries).

Stallet uppfördes omkring 1816 för kungliga Livregementets dragoner och ombyggdes efter 1997 för att inrymma Museum de Vries. Dragonstallet ingår tillsammans med Drottningholms slott sedan 1991 i Unescos världsarv. Byggnaderna är statligt byggnadsminne som ägs och förvaltas av Statens fastighetsverk.
När Dragonstallet var färdigställt fanns där plats för 100 hästar. Bottenvåningen bestod av ett enda stort rum med hästspiltor i fyra rader åtskilda med två gångar. Mellan 1822 och 1881 var Drottningholm permanent utbildningsort för dragonerna. Under åren 1894–1901 nyttjades stallet av Norrlands dragonregemente. Verksamheten fortgick till 1921. År 1924 blev Dragonstallet fårstall för upp till 250 får, inköpta från England. 

## Museum
År 1954 revs stallinredningen och huset byggdes om till magasin för Kungliga husgerådskammaren, som blev kvar till 1997. Därefter lät Statens fastighetsverk bygga om lokalerna för Museum de Vries som kunde invigas den 14 maj 2001. Här utställs numera originalskulpturerna som tidigare fanns i Drottningholms slottspark, i parken finns kopior.